# Grive cendrée
Geokichla cinerea
Espèce
Synonymes
- Zoothera cinerea

Statut de conservation UICN

 VU A2cd+3cd+4cd : Vulnérable
La Grive cendrée (Geokichla cinerea anciennement Zoothera cinerea) est une espèce d'oiseaux de la famille des Turdidés.
Cet oiseau est endémique du nord des Philippines (îles de Luçon et Mindoro).

## Source
- del Hoyo J., Elliott A. & Christie D. (2005) Handbook of the Birds of the World, Volume 10, Cuckoo-shrikes to Thrushes. BirdLife International, Lynx Edicions, Barcelona, 895 p.